# Uadi Allaqi
El uadi Allaqi es un valle situado al sur de Asuán, en el desierto oriental de Egipto. Es el uadi más largo de este desierto, con unos 250 km de longitud y una anchura media de 1 km, y transcurre de suroeste a noreste desembocando en el lago Nasser, que invade el valle, normalmente seco, unos 50 km. 
El área es árida, pero alberga una abundante diversidad biológica, destacando las acacias. Desde la construcción del lago Nasser han mejorado la productividad, que ha pasado de una economía de subsistencia a los excedentes agrícolas, alentando el asentamiento humano.
Tiene también minas de cobre-níquel y minas de oro y esmeraldas que fueron explotadas por mano de obra esclava entre los siglos ix-xii, y yacimientos arqueológicos, principalmente tumbas egipcias. La zona es una reserva natural desde 1989, declarada por la UNESCO en 1993 como Reserva de la Biosfera. Está gestionada por la Agencia Egipcia de Asuntos Medioambientales, y en ella se imparten cursos de gestión de la biodiversidad.

## Descripción
La geología de la cuenca aguas arriba de uadi Allaqi se caracteriza por rocas ígneas, metamórficas y sedimentarias en la zona de las colinas del Mar Rojo.
El clima de la zona de captación del uadi Allaqi es extremadamente árido con precipitaciones insignificantes, inferiores a los 5 mm. por año, aunque las precipitaciones en las colinas del Mar Rojo son más elevadas. La lluvia es muy variable e impredecible, incluso puede hacer fluir al uadi. La temperatura media anual es de 27,1 °C, pudiendo superar los 45 °C en verano y caer bajo 0 en invierno.
Ocupa un área de 2.380.000 ha. de desierto cálido y semidesierto, que en el uadi tiene una variada vegetación arbustiva: Tamarix sp. Heliotropium supinum, Glinus lotoides, Acacia, Balanites aegyptiaca, Salvadora persica, Acacia raddiana y Acacia tortilis.
Los pastos Eragrostis aegyptiaca, Fimbristylis bisumbellata, y Crypsis schoenoides, representan la principal fuente de alimento para el ganado a orillas del lago Nasser después de la inundación, mientras que Psoralea plicata y Tamarix nilotica abundan en toda época.
La fauna está representada por mamíferos, aves e invertebrados.
La población está formada por beduinos nómadas, que eran unos 1000 en 2003, y que utilizan los recursos naturales de la reserva para la trashumancia del ganado, producción de carbón, recolección de plantas medicinales, explotación de canteras y agricultura. Los habitantes participan en la gestión y en las actividades realizadas en la reserva.

### Citas
1. ↑  Brooks: op. cit., 1. La investigación del manejo del agua puede generar resultados trascendentales para la política y las normas.
2. ↑  Alexander, J. (2001). «Islam, Archaeology and Slavery in Africa». World Archaeology (en inglés) 33 (1): 51. JSTOR 00438243. doi:10.1080/00438240120047627. «Chattel-slaves were needed, especially from the ninth to thirteenth centuries, in the gold and emerald (carbuncle) mines of the Wadi Allaqi in the deserts east of the Nile’s  2nd Cataract».
3. ↑  Reserva de Biosfera Wadi Allaqi, Egipto
4. 1 2  Wadi Allaqi, an introduction.
5. ↑  El-Nisr: op. cit.
6. 1 2  Biosphere Reserve Information: Wadi Allaqui.
7. ↑  Badri y Hamed: op. cit.